# 博杜安堡
博杜安堡（法語：Bourg-Beaudouin，法語發音：[buʁ bodwɛ̃]）是法国厄尔省的一个市镇，属于莱桑德利区。

## 地理
博杜安堡（49°23'11"N, 1°18'25"E）面积5.33 平方千米，位于法国诺曼底大区厄尔省，该省份为法国北部内陆省份，北起滨海塞纳省，西接奧恩省和卡爾瓦多斯省，南至厄尔-卢瓦省，东临瓦兹省、瓦兹河谷省和伊夫林省。
与博杜安堡接壤的市镇（或旧市镇、城区）包括：拉德蓬、雷讷维尔、弗雷讷勒普朗。

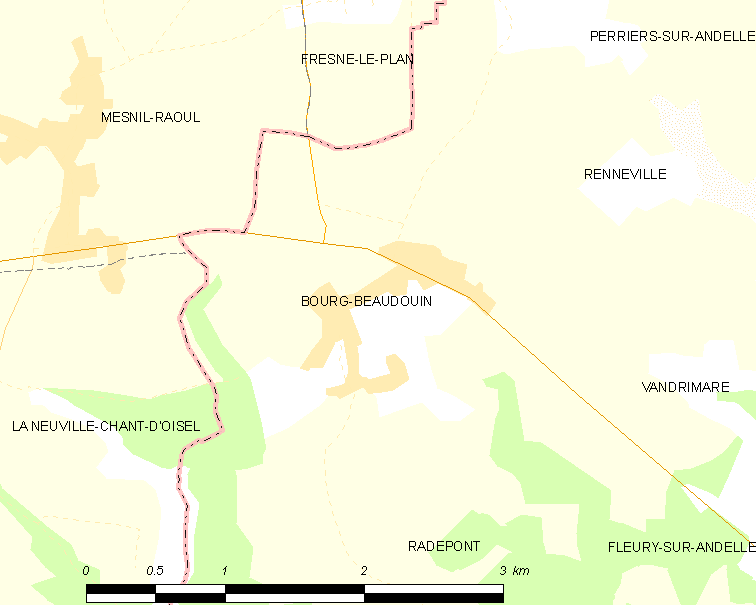
博杜安堡的OSM定位图

博杜安堡的时区为UTC+01:00、UTC+02:00（夏令时）。

## 行政
博杜安堡的邮政编码为27380，INSEE市镇编码为27104。

## 政治
博杜安堡所属的省级选区为昂代勒河畔罗米伊县。

## 人口

1962-2008年间博杜安堡人口变化图示

博杜安堡于2022年1月1日时的人口数量为725人。